# Рыскин, Сергей Фёдорович
Серге́й Фёдорович Ры́скин (2 (14) октября 1860, с. Писцово, Костромская  губерния (ныне на территории Ивановской области) — 10 (22) августа 1895, Москва) — русский писатель и журналист, оставивший после себя несколько сборников стихов и юмористических рассказов.

## Биография
Родился в купеческой семье в селе Писцово Нерехтского уезда Костромской губернии. Его отец был владельцем ситценабивной фабрики в Писцово, которую продал в 1867 году; впоследствии он служил управляющим на ситценабивной фабрике в Иваново-Вознесенске.
В 1873—1878 годах учился во Владимирской гимназии, не окончив её в связи с нервным расстройством. В 1879—1881 годах учился в Ковровском техническом железнодорожном училище при Московско-Нижегородской железной дороге (там началась его дружба с П. В. Заведеевым). Живя в Москве, полгода отработал машинистом на той же железной дороге.
В конце 1881 года начал литературную работу в «Русском сатирическом листке» (издание Н. А. Полушина), будучи принят туда секретарём редакции. В дальнейшем работал (в разное время) в «Московской газете» Погодина, в «Московском листке» и журнале «Развлечение», а с августа 1891 и вплоть до своей кончины — в «Русском листке».
Скончался от чахотки. Похоронен на кладбище Андроникова монастыря. В селе Писцово на центральной площади установлен памятник Сергею Рыскину.

## Творчество
Автор сборника стихов «Первый шаг» (М.:1888). Некоторые его стихи положены на музыку, самой известной стала песня  «Живёт моя отрада», на стихотворение «Удалец» (1882); обычно исполняются только четыре куплета, поётся только о том, как герой намеревается украсть девицу, без строк об убийстве «сторожа», несколько кровожадных, и без размышлений о дальнейшей счастливой жизни.... Именно в Коврове в 1881 г. был написан первый вариант стихотворения. Согласно архивным материалам и мемуарам в основу сюжета легла реальная история похищения в 1838 г. невесты купеческим сыном Николаем Шагановым, который посватался к дворянской дочери Надежде Локтевой, получил отказ её родителей и вынужден был украсть будущую жену.     
Этот романс, ставший шедевром песенного искусства, исполнялся многими звёздами русской эстрады, в т. ч. Варварой Паниной, Тамарой Церетели, Лидией Руслановой,  Клавдией Шульженко (сохранилась грамзапись), Вадимом Козиным, Надеждой Кадышевой и другими.
Роман о старообрядцах «Купленный митрополит или Рогожские миллионы». Юмористические рассказы.